# Mileewa longiseta
Mileewa longiseta är en insektsart som beskrevs av Yang och Li 2004. Mileewa longiseta ingår i släktet Mileewa och familjen dvärgstritar. Inga underarter finns listade i Catalogue of Life.